# Modesto Busquets y Torroja
Modesto o Modest Busquets y Torroja (Reus, 1831 - Gracia, 1893), autor dramático y periodista hermano de Marcial Busquets de expresión castellana y catalana.

## Biografía
Dirigió La Gorra de Cop y colaboró en La España Literaria de Madrid, en El Eco de la Actualidad, en El Centro Parlamentario, en El Conceller y en El Robinsón. Al tiempo de morir era redactor del Diario de Comercio. Es autor del drama Amor i gratitud (1868) y de las comedias Sistema Raspail (1866) y La qüestió són quartos (1867).

## Obra dramática
- Sistema Raspail. Comèdia bilingüe en vers i en un acte. Estrenada en el Teatro Romea de Barcelona el 24 de enero de 1866.
- La qüestió són quartos. Joguina còmica en 1 acte i en vers. Estrenada al Teatro del Odeón de Barcelona el 8 de abril de 1867.
- Amor i gratitud. Drama bilingüe en un pròleg i 2 actes, original i en vers. 1868
- Paraula de rei. Zarzuela en un acte. Música de Nicolau Manent. Estrenada en el Teatro Tívoli de Barcelona, 1887.